# Estaleiro Real de Damão
O Estaleiro Real de Damão eram as antigas instalações de manutenção e reparação naval da Marinha Portuguesa localizadas em Damão. Estavam implantadas junto Fortaleza de Damão.